# Sjælerejse
En sjælerejse er en gammel spirituel praksis, hvor en person søger at rejse til andre verdner eller dimensioner i bevidstheden. Disse rejser er en del af flere religiøse traditioner og har været en integreret del af mange kulturer over hele verden siden forhistorisk tid. Sjælerejsen er således et fælles element i mange gamle religiøse og spirituelle tilgange, og den findes også i moderne tid inden for f.eks. dybdepsykologi og traditionalisme.
Det er vanskeligt at fastslå den nøjagtige oprindelse af sjælerejser, men fænomenet går tilbage til forhistorisk tid. Begrebet sjælerejser må ikke forveksles med sjælevandring, nærdødsoplevelser, lucide drømme eller med begrebet om astral projektion, der stammer fra den moderne okkultisme.

## Fællestræk
Der er ofte nogle væsentlige ligheder mellem sjælerejser i forskellige kulturer, selvom detaljerne og konteksten kan variere. I mange kulturer involverer sjælerejser, at deltageren går ind i en ændret bevidsthedstilstand gennem meditation, rituelle danse, trommer, chanting eller andre teknikker. Under sjælerejser oplever deltagerne, at de rejser til andre dimensioner igennem deres bevidsthed. Her får deltagerne ofte spirituel vejledning eller rådgivning og kan møde deres sjæl.
Selvom der er ligheder på tværs af forskellige kulturer, er det vigtigt at huske på, at hver kultur har sine egne unikke traditioner for sjælerejser.

## Sjælerejser i historiske traditioner
Sjælerejser stammer fra en lang række kulturer og har eksisteret siden forhistorisk tid:

### Shamanisme
Shamaner i forskellige kulturer praktiserer sjælerejser som en del af deres spirituelle praksis. De oplever, at de kan rejse til andre verdener for at kommunikere med ånder, hente information, helbrede sygdomme eller hjælpe samfundet på andre måder.

### Naturbaserede religioner
I mange naturbaserede religioner, såsom i visse hedenske og nyhedenske religioner samt i visse indfødte amerikanske og afrikanske religioner, bruges sjælerejser også som en måde at kommunikere med ånder eller naturens kræfter.
Mange nordamerikanske oprindelige kulturer praktiserer sjælerejser som en del af deres åndelige praksis. Dette inkluderer traditioner som visionssøgning og sweat lodge-ceremonier, hvor deltagerne søger åndelig vejledning og indsigt gennem kontakt med ånder og visionære oplevelser.

### Taoisme
Taoistiske praksiser involverer ofte meditation og visualiseringsteknikker, der kan føre til sjælerejser eller astralprojektion. Troen på, at sjælen kan forlade kroppen og rejse gennem forskellige energifelter og dimensioner, er en integreret del af nogle taoistiske traditioner.

### Hinduisme
I hinduismen er der en tro på, at sjælen (Atman) kan rejse gennem forskellige planer af eksistens, herunder både materielle og åndelige verdener. Praksis med yoga og meditation kan hjælpe en person med at opnå bevidsthed om sin egen åndelige natur og muligvis opleve sjælerejser.

### Mystiske traditioner
Inden for nogle religioner, som f.eks. sufisme i islam, samt de græske og romerske religioner i antikken, er der mystiske traditioner, hvor sjælerejser er en måde at opnå åndelig oplysning.

### Tibetansk buddhisme
I visse grene af tibetansk buddhisme, såsom Bon-traditionen, praktiseres sjælerejser som en del af meditation og visualisering. Søgende kan anvende teknikker som 'dreampower' (drømmekraft) og 'phowa' (sjælens overførsel) for at rejse til forskellige åndelige riger.

### Buddhisme
Selvom anden buddhisme ikke har et begreb om sjælen og en direkte lære om sjælerejser, omfatter nogle buddhistiske praksiser muligheden for at opnå tilstande af ekstase eller ekstern bevidsthed gennem meditation. Disse oplevelser kan ligne sjælerejser i visse henseender.

## Moderne tid

### Traditionalisme
Traditionalisme er en bred filosofisk og kulturel bevægelse, der fremhæver vigtigheden af at bevare traditionelle værdier, skikke og institutioner. . I den forbindelse omfatter traditionalismen også sjælerejser som en del af den traditionelle viden, der skal bevares og respekteres. Traditionalisme kan betragtes som det modsatte af New Age bevægelsen ved at vende fokus mod at bevare traditioner i stedet for at tro på en ny tidsalder med teknologiske fremskridt.

### Dybdepsykologi
Carl Gustav Jung, en af de mest indflydelsesrige psykologer inden for dybdepsykologi, talte også om sjælerejser, selvom han ikke brugte præcist dette begreb. Jung var meget interesseret i det ubevidste sind, symboler og arketyper, og han beskæftigede sig ofte med fænomener, der involverede en form for rejse til sjælen.

## Forskel mellem sjælerejser og andre fænomener

### Forskel mellem sjælerejser og astralprojektion / astralrejser
Sjælerejser er ikke det samme som astralrejser, der skildres inden for moderne okkultisme. Selvom begge begreber er relaterede til den åndelige verden, er sjælerejser en verdensomspændende praksis, der har eksisteret over hele verden gennem årtusinder, mens astralrejser henviser til en moderne tanke om, at en persons bevidsthed forlader den fysiske krop og bevæger sig gennem et såkaldt astralplan eller en astrale sfære. Astralrejser eller astral projektion er et begreb, der kun anvendes inden for moderne teosofisk og okkulte tilgange og hængt sammen med en moderne forestilling om, at der findes et såkaldt astralplan.

### Forskel mellem sjælerejser og sjælevandring
Sjælerejser er bevidste rejser i levende tilstand, mens sjælevandring er en betegnelse for, at sjælen vandrer videre efter døden. De to fænomener har dog været set som beslægtede i f.eks, oldgræsk kultur.
Konceptet om sjælevandring antyder, at sjælen ikke er bundet til én enkelt fysisk form eller livstid, men snarere gennemgår en cyklus af genfødsler eller bevæger sig mellem forskellige tilstande af eksistens. I traditionelle forestillinger om sjælevandring tror man, at når en person dør, fortsætter deres sjæl videre til en ny legeme eller liv. Dette kan ske gentagne gange i en cyklus af genfødsel, hvor sjælen oplever forskellige liv og erfaringer.
Det er vigtigt at bemærke, at ikke alle religioner eller kulturer tror på sjælevandring, og synet på sjælens skæbne efter døden kan variere betydeligt på tværs af forskellige trosretninger.

### Forskel mellem sjælerejser og nærdødsoplevelser
Sjælerejser og nær-dødsoplevelser (NDE) er to forskellige fænomener, selvom de begge involverer en form for oplevelse, hvor bevidstheden ser ud til at forlade den fysiske krop. En sjælerejse er normalt en bevidst praksis, men en nær-dødsoplevelse opstår normalt spontant som reaktion på en livstruende situation eller en medicinsk nødsituation, hvor personen oplever, at de er ved at dø.

### Forskel mellem sjælerejser og lucide drømme
Sjælerejser og lucide drømme er to forskellige fænomener, selvom de begge involverer en form for bevidsthed, der adskiller sig fra den normale vågne tilstand. Sjælerejser opstår normalt som et resultat af bevidst praksis, såsom meditation, visualisering eller andre åndelige teknikker, mens lucide drømme kan forekomme spontant eller som et resultat af bevidsthedstræning